# Fernando María de Orleans
Fernando de Orleans (Sanlúcar de Barrameda, 29 de mayo de 1859 - La Chapelle Saint-Mesmin, 3 de diciembre de 1873) fue un infante de España fallecido en la adolescencia, hijo de la infanta Luisa Fernanda y Antonio de Orleans, duque de Montpensier.

## Biografía
Nació en Sanlúcar de Barrameda en el palacio de sus padres en la ciudad, siendo el séptimo de los vástagos habidos del matrimonio de sus padres, además del primer varón nacido vivo. Por parte de su padre fue nieto de Luis Felipe I, rey de los Franceses; y por la de madre, de Fernando VII de España. 
Fue bautizado el día de su nacimiento, a las ocho de la noche en la residencia en la que nació, por parte del cardenal Manuel Joaquín Tarancón y Morón, arzobispo de Sevilla. Tuvo por padrinos a sus tíos paternos, Enrique de Orleans, duque de Aumale y su esposa María Carolina de las Dos Sicilias.
Tuvo por hermanos y hermanas a:
- María Isabel (Sevilla, 21 de septiembre de 1848 - Villamanrique de la Condesa, 23 de abril de 1919), infanta de España, casada con su primo Felipe de Orleans, conde de París (1838-1894). Tuvieron ocho hijos.[6]
- María Amalia (Sevilla, 28 de agosto de 1851 - Sevilla, 9 de noviembre de 1870),[7] fallecida de tuberculosis, soltera y sin hijos.
- María Cristina (Sevilla, 29 de octubre de 1852 - Sevilla, 28 de abril de 1879), que tras la muerte de su hermana María de las Mercedes fue considerada como candidata para ser la segunda esposa de su primo y cuñado, Alfonso XII, estando ambos proclives a este enlace pero no se pudo celebrar debido a que[8] falleció pocos meses después de su hermana de tisis.[9]
- María de la Regla (Sevilla, 8 de octubre de 1856 - Sanlúcar de Barrameda, 25 de julio de 1861).[10][11]
- Hijo (nacido muerto en 1857).[12]
- María de las Mercedes (Madrid, 24 de junio de 1860 - Madrid, 26 de junio de 1878), fue reina de España al casarse con su primo, el rey Alfonso XII. No tuvieron hijos.[13]
- Felipe Raimundo María (Sevilla, 12 de mayo de 1862 - Sevilla, 13 de febrero de 1864).[14]
- Antonio María Luis (Sevilla, 23 de febrero de 1866 - Neuilly-sur-Seine, 24 de diciembre de 1930), infante de España y duque de Galliera, se casó con su prima carnal, la infanta Eulalia (1864-1958), hija de Isabel II. Tuvieron dos hijos. Frívolo y extravagante, se separaron en 1900 y luego tuvo como pareja a María Luisa Le Manac'h.[15][16]
- Luis María Felipe (Sevilla, 30 de abril de 1867[14] - Randan, 21 de mayo de 1874).

Un mes antes de su nacimiento, su tía materna Isabel II le concedió, por real decreto del 20 de abril de 1859, las prerrogativas de infante de España.El mismo día que se publicó ese real decreto (23 de abril de 1859) se publicó que la reina había determinado que se siguiera para su parto el ceremonial previsto para el de sus hermanas mayores y publicado en 1851.
Su familia partió al exilio en 1871, instalándose en la República francesa.
Hasta el final del curso 1872-1873 estudió en el colegió Valldemía de Mataró regido por los Maristas, hasta que la actividad de la tercera guerra carlista hizo peligrosa su estancia en éste. Continuó sus estudios en el seminario menor de La Chapelle-Saint Mesmin, cerca de Orleans, más cerca de sus padres exiliados en Francia.

Murió en esa localidad francesa, el 3 de diciembre de 1873 a causa del sarampión. Sería enterrado en la capilla sepulcral de Dreux, entierro principal de la casa de Orleans a la que pertenecía por su padre. Como recoge García Rodríguez, biógrafo del padre de Fernando, la muerte de éste supuso un duro golpe para sus padres y hermanos. Así su madre, Luisa Fernanda, escribiría tras su fallecimiento:
Para sufrir me ha dejado Dios en este mundo.
No era para menos, de los diez hijos que había tenido ya habían muerto cinco, teniendo después la desgracia de perder tres hijos más, entre ellos la famosa María de las Mercedes, solamente María Isabel y Antonio sobrevivirían a sus padres.

## Órdenes
- Caballero de la Orden del Toisón de Oro. ( España, 28 de noviembre de 1859)[Nota 2][21]